# Luapula
Luapula é uma das 10 províncias de Zâmbia. Sua capital é a cidade de Mansa.

## Distritos[2]
| - Chembe - Chiengi - Chifunabuli - Chipili - Kawambwa - Lunga - Mansa - Milenge - Mwansabombwe - Mwense - Nchelenge - Samfya |